# Бешлинец
Бешлинец је насељено место у општини Клоштар Иванић, Хрватска. До нове територијалне организације у Хрватској, налазило се у саставу бивше велике општине Иванић-Град.

## Становништво
На попису становништва 2011. године, Бешлинец је имао 390 становника.

## Попис1991.
На попису становништва 1991. године, насељено место Бешлинец је имало 327 становника, следећег националног састава:
| Попис 1991.‍  | Попис 1991.‍  | Попис 1991.‍ | Попис 1991.‍ | Попис 1991.‍ |
| ------------ | ------------ | ----------- | ----------- | ----------- |
|              |              |             |             |             |
| Хрвати       | Хрвати       |             | 319         | 97,55%      |
| Срби         | Срби         |             | 3           | 0,91%       |
| Муслимани    | Муслимани    |             | 1           | 0,30%       |
| Словенци     | Словенци     |             | 1           | 0,30%       |
| Чеси         | Чеси         |             | 1           | 0,30%       |
| неопредељени | неопредељени |             | 2           | 0,61%       |
| укупно: 327  |              |             |             |             |